# Thornton (Hamilton)
Pour les articles homonymes, voir Thornton.
Thornton est une banlieue de l‘ouest de la cité de Hamilton, située dans le sud de l’Île du Nord de la Nouvelle-Zélande.